# پری (میشیگان)
پری، میشیگان (به انگلیسی: Perry, Michigan) یک شهر در ایالات متحده آمریکا با جمعیت ۲٬۱۸۸ نفر است که در میشیگان واقع شده‌است.

## موقعیت جغرافیایی
موقعیت جغرافیایی شهرها و مناطق اطراف به شرح زیر است: